# Asthenes ottonis
El canastero frentirrufo (Asthenes ottonis), también denominado canastero de pecho rojizo, canastero de frente rojiza o piscuiz frentirrufo, es una especie de ave paseriforme de la familia Furnariidae perteneciente al numeroso género Asthenes. Es endémica del centro sur de Perú.

## Distribución y hábitat

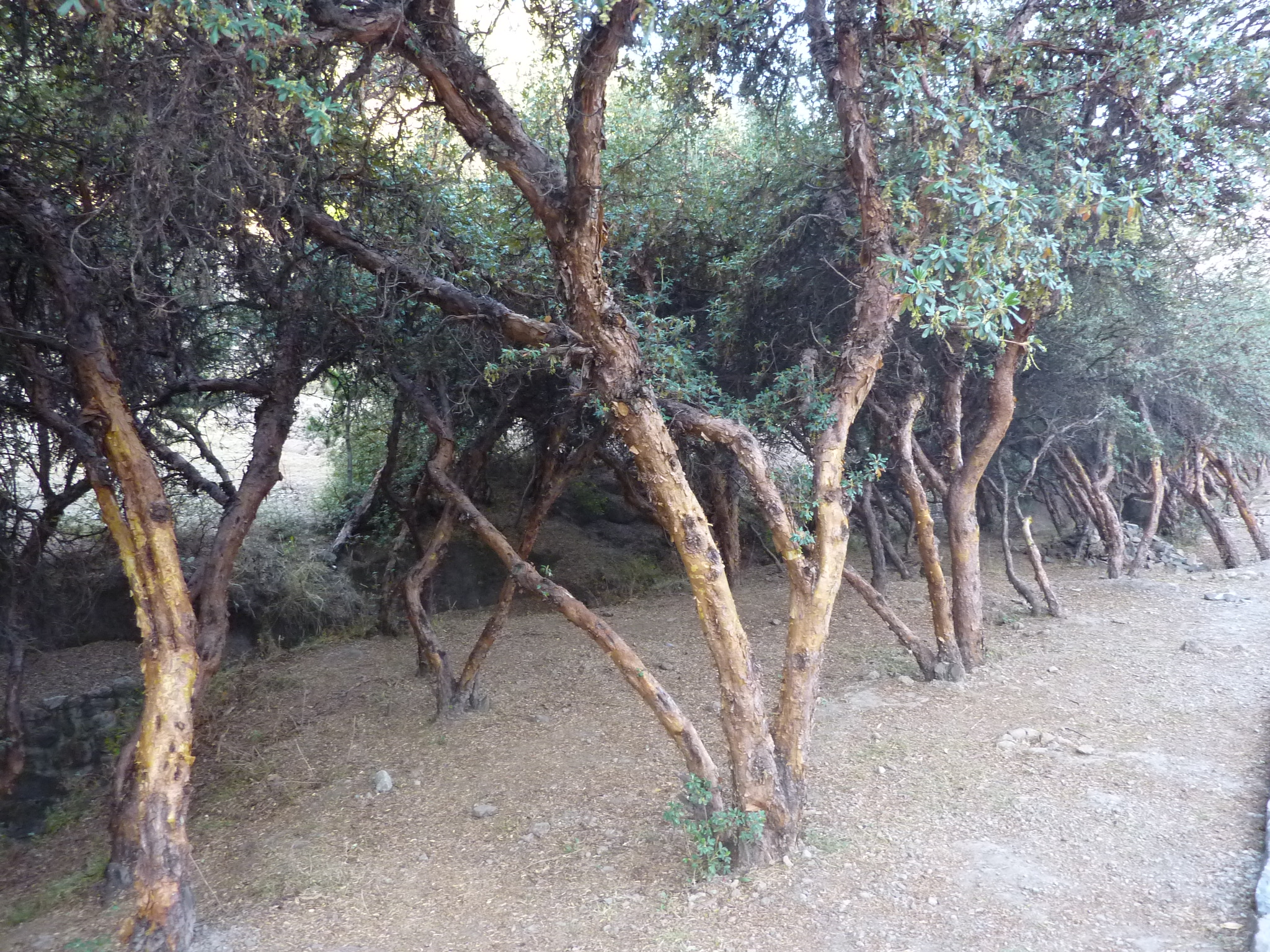
Bosque de Polylepis, cerca de Cuzco, ejemplo de hábitat de la especie.

Se distribuye únicamente en los Andes del centro sur de Perú, en los departamentos de Huancavelica, Ayacucho, Apurímac, hasta el suroeste de Cuzco.
Esta especie es considerada bastante común en sus hábitats naturales: los arbustales montanos áridos, los bosques bajos y los parches de bosques dominados por Polylepis, entre los 2750 y 4000 m de altitud.

## Sistemática

### Descripción original
La especie A. ottonis fue descrita por primera vez por el ornitólogo alemán Hans von Berlepsch en 1901 bajo el nombre científico Siptornis ottonis; la localidad tipo es: «Anta, 3500 m, cerca de Cuzco, Perú».

### Etimología
El nombre genérico femenino «Asthenes» deriva del término griego «ασθενης asthenēs»: insignificante; y el nombre de la especie «ottonis», conmemora al colector alemán en Perú Otto Garlepp (1864–1959).

### Taxonomía
Los datos genéticos indican que esta especie es hermana de Asthenes palpebralis. Es monotípica